# Marta Huerta de Aza
Marta Huerta de Aza (* 31. März 1990 in Palencia) ist eine spanische Fußballschiedsrichterin. Sie leitet Spiele in der Primera División, Spaniens höchster Frauenspielklasse. Sie ist jeweils die erste Spanierin, die bei einer Europameisterschaft, Weltmeisterschaft sowie der UEFA Women’s Champions League als Hauptschiedsrichterin Spiele pfiff.

## Werdegang
Huerta de Aza begann im Alter von 15 Jahren Fußballspiele als Schiedsrichterin zu leiten.
Seit 2016 steht Huerta de Aza auf der FIFA-Liste und leitet internationale Fußballpartien. Am 5. Oktober 2016 leitete Huerta de Aza mit dem Spiel FC Twente Enschede gegen Sparta Prag (2:0) erstmals eine Partie in der UEFA Women’s Champions League, was sie zur ersten spanischen Schiedsrichterin in diesem Wettbewerb machte.
Beim Zypern-Cup 2017 pfiff sie das Finale zwischen der Schweiz und Südkorea (1:0).
In der Saison 2017/18 debütierte Huerta de Aza in der Primera División bei der Partie UD Levante gegen Madrid CFF (1:1). Im selben Jahr wurde ihr auch die Vicente-Acevedo-Trophäe als beste Schiedsrichterin Spaniens verliehen.
Im Herrenbereich stieg Huerta de Aza zur Saison 2019/20 in die drittklassige Segunda División B auf. Am 15. September 2019 wurde sie beim Spiel FC Getafe B gegen Peña Deportiva Santa Eulalia (0:1) zur ersten Frau, die in dieser Liga als Schiedsrichterin fungierte. Nachdem sie in Folge einer Schwangerschaft und der Geburt einer Tochter im April 2021 für eine Saison pausierte, kommt Huerta de Aza seit 2021 auch in der Primera Federación, die die Segunda División B mittlerweile ersetzt, zum Einsatz.
2020 leitete sie das Finale der Supercopa de España 2020 zwischen dem FC Barcelona und Real Sociedad (10:1) in Salamanca. Auch 2022 wurde sie für das Finale des Wettbewerbs angesetzt und pfiff die Partie FC Barcelona gegen Atlético Madrid (7:0).
Im April 2022 wurde Huerta de Aza als Schiedsrichterin für die Fußball-Europameisterschaft 2022 in England nominiert. Sie leitete (zusammen mit ihren Assistentinnen Guadalupe Porras Ayuso und Francesca Di Monte) unter anderem das Eröffnungsspiel zwischen England und Österreich (1:0), was sie zur ersten Spanierin machte, die ein EM-Spiel leitete. In der zuvor stattfindenden EM-Qualifikation hatte sie bereits zwei Einsätze.
Einige Monate später kam Huerta de Aza außerdem bei der U-20-Weltmeisterschaft 2022 in Costa Rica zum Einsatz.
Im Januar 2023 wurde Huerta de Aza für die Weltmeisterschaft 2023 in Australien und Neuseeland nominiert. Durch ihren Einsatz in der Partie zwischen China und Haiti wurde sie auch die erste spanische Schiedsrichterin bei einer Fußball-Weltmeisterschaft der Frauen.
Im August 2024 leitete Huerta de Aza als erste weibliche Schiedsrichterin erstmals ein Spiel in der Segunda División, der zweiten spanischen Herrenliga.
Zudem wurde sie bei der U-20-Weltmeisterschaft 2024 in Kolumbien als Schiedsrichterin eingesetzt.
Sie wurde als eine von 13 Schiedsrichterinnen für die Europameisterschaft 2025 in der Schweiz nominiert.

## Einsätze bei Turnieren

### Fußball-Europameisterschaft 2022
| Phase        | Datum         | Spielort   | Heimmannschaft | Gastmannschaft | Ergebnis  |
| ------------ | ------------- | ---------- | -------------- | -------------- | --------- |
| Gruppenphase | 6. Juli 2022  | Manchester | England        | Österreich     | 1:0 (1:0) |
| Gruppenphase | 13. Juli 2022 | Sheffield  | Schweden       | Schweiz        | 2:1 (0:0) |

### Fußball-Weltmeisterschaft 2023
| Phase        | Datum         | Spielort | Heimmannschaft | Gastmannschaft | Ergebnis  |
| ------------ | ------------- | -------- | -------------- | -------------- | --------- |
| Gruppenphase | 28. Juli 2023 | Adelaide | China          | Haiti          | 1:0 (0:0) |

### Fußball-Europameisterschaft 2025
| Phase         | Datum         | Spielort | Heimmannschaft | Gastmannschaft | Ergebnis                        |
| ------------- | ------------- | -------- | -------------- | -------------- | ------------------------------- |
| Gruppenphase  | 6. Juli 2025  | Bern     | Schweiz        | Island         | 2:0 (0:0)                       |
| Viertelfinale | 17. Juli 2025 | Zürich   | Schweden       | England        | 2:2 n. V. (2:2, 2:0), 2:3 i. E. |